# Carrè
Carrè é uma comuna italiana da região do Vêneto, província de Vicenza, com cerca de 3.253 habitantes. Estende-se por uma área de 8 km², tendo uma densidade populacional de 407 hab/km². Faz fronteira com Chiuppano, Lugo di Vicenza, Piovene Rocchette, Zanè, Zugliano.

## Demografia
| Variação demográfica do município entre 1861 e 2011                               |
|                                                                                   |
| Fonte: Istituto Nazionale di Statistica (ISTAT) - Elaboração gráfica da Wikipedia |